# Bardsragujn chumb 2018-2019
Il Bardsragujn chumb 2018-2019 è stata la 27ª edizione della massima serie del campionato armeno di calcio. La stagione è iniziata il 4 agosto 2018 e si è conclusa il 30 maggio 2019. L'Alaškert era la squadra campione in carica. L'Ararat-Armenia ha vinto il campionato armeno per la prima volta nella sua storia.

## Stagione

### Novità
La Federazione calcistica dell'Armenia ha deciso di incrementare da sei a nove il numero di partecipanti: quindi tre squadre della seconda serie (Ararat-Moskva, Artsakh e Lori) sono state promosse. L'Ararat-Moskva, prima dell'inizio del campionato, è stato rinominato in Ararat-Armenia.

### Formula
Le nove squadre partecipanti disputano un doppio girone all'italiana con partite di andata e ritorno per un totale di 36 giornate. La squadra prima classificata è dichiarata campione d'Armenia ed è ammessa al primo turno di qualificazione della UEFA Champions League 2019-2020. La seconda e la terza classificata vengono ammesse al primo turno di qualificazione della UEFA Europa League 2019-2020. Se la squadra vincitrice della coppa nazionale, ammessa al primo turno di qualificazione della UEFA Europa League 2019-2020, si classifica al secondo o terzo posto, l'accesso al primo turno di Europa League va a scalare. L'ultima classificata retrocede in Aradżin Chumb.

## Squadre partecipanti
| Club           | Stagione | Città    | Stadio                                                  | Stagione 2017-2018            |
| -------------- | -------- | -------- | ------------------------------------------------------- | ----------------------------- |
| Alaškert       |          | Erevan   | Stadio Alashkert                                        | Campione d'Armenia            |
| Ararat         |          | Erevan   | Stadio Alashkert                                        | 6º posto in Bardsragujn chumb |
| Ararat-Armenia | dettagli | Erevan   | Stadio Repubblicano Vazgen Sargsyan FFA Academy Stadium | 3º posto in Aradżin Chumb     |
| Artsakh        |          | Erevan   | Stadio Mika                                             | 2º posto in Aradżin Chumb     |
| Banants        |          | Erevan   | Stadio Banants                                          | 2º posto in Bardsragujn chumb |
| Ganjasar       |          | Kapan    | FFA Academy Stadium (Erevan)                            | 3º posto in Bardsragujn chumb |
| Lori           |          | Vanadzor | Stadio Accademia Vanadzor                               | 1º posto in Aradżin Chumb     |
| P'yownik       |          | Erevan   | Stadio Repubblicano Vazgen Sargsyan                     | 5º posto in Bardsragujn chumb |
| Širak          |          | Gyumri   | Stadio comunale di Gyumri                               | 4º posto in Bardsragujn chumb |

## Classifica finale
|                    | Pos. | Squadra        | Pt | G  | V  | N  | P  | GF | GS | DR  |
| ------------------ | ---- | -------------- | -- | -- | -- | -- | -- | -- | -- | --- |
| Armenia (bandiera) | 1.   | Ararat-Armenia | 61 | 32 | 18 | 7  | 7  | 53 | 28 | +25 |
|                    | 2.   | P'yownik       | 60 | 32 | 18 | 6  | 8  | 46 | 32 | +14 |
|                    | 3.   | Banants        | 52 | 32 | 14 | 10 | 8  | 43 | 35 | +8  |
|                    | 4.   | Alaškert       | 51 | 32 | 15 | 6  | 11 | 37 | 27 | +10 |
|                    | 5.   | Lori           | 44 | 32 | 11 | 11 | 10 | 42 | 40 | +2  |
|                    | 6.   | Ganjasar       | 38 | 32 | 10 | 8  | 14 | 38 | 33 | +5  |
|                    | 7.   | Širak          | 36 | 32 | 7  | 15 | 10 | 26 | 30 | -4  |
|                    | 8.   | Artsakh        | 28 | 32 | 6  | 10 | 16 | 25 | 49 | -24 |
|                    | 9.   | Ararat         | 22 | 32 | 5  | 7  | 20 | 24 | 60 | -36 |

Legenda:
      Campione d'Armenia e ammessa alla UEFA Champions League 2019-2020
      Ammesse alla UEFA Europa League 2019-2020
      Retrocessa in Aradżin Chumb 2019-2020
Note:
Tre punti a vittoria, uno a pareggio, zero a sconfitta.

## Risultati

### Partite (1-18)
|                | Ala  | Ara  | AAr  | Art  | Ban  | Gan  | Lor | Pyo | Šir |
| -------------- | ---- | ---- | ---- | ---- | ---- | ---- | --- | --- | --- |
| Alaškert       | –––– | 2-1  | 1-3  | 6-0  | 1-0  | 1-0  | 2-1 | 1-2 | 1-0 |
| Ararat         | 0-1  | –––– | 0-1  | 0-0  | 2-4  | 0-2  | 2-2 | 1-3 | 0-0 |
| Ararat-Armenia | 0-1  | 1-2  | –––– | 3-1  | 1-3  | 0-0  | 0-0 | 0-0 | 3-1 |
| Artsakh        | 0-0  | 1-1  | 1-1  | –––– | 1-0  | 2-2  | 2-3 | 0-0 | 0-1 |
| Banants        | 1-0  | 3-1  | 0-3  | 2-1  | –––– | 1-0  | 1-3 | 4-2 | 0-0 |
| Ganjasar       | 0-1  | 4-0  | 0-0  | 0-2  | 3-0  | –––– | 2-0 | 1-2 | 1-1 |
| Lori           | 1-1  | 1-0  | 0-2  | 3-2  | 1-3  | 3-0  |     | 0-1 | 3-1 |
| P'yownik       | 0-1  | 0-1  | 3-1  | 2-0  | 2-0  | 0-1  | 0-3 |     | 1-1 |
| Širak          | 0-0  | 1-0  | 1-0  | 3-0  | 0-0  | 2-0  | 1-1 | 1-2 |     |

### Partite (19-36)
|                | Ala  | Ara  | AAr  | Art  | Ban  | Gan  | Lor | Pyo | Šir |
| -------------- | ---- | ---- | ---- | ---- | ---- | ---- | --- | --- | --- |
| Alaškert       | –––– | 2-0  | 0-1  | 1-0  | 1-1  | 2-0  | 0-1 | 1-2 | 1-0 |
| Ararat         | 1-0  | –––– | 2-6  | 2-1  | 0-1  | 1-7  | 1-0 | 1-4 | 0-2 |
| Ararat-Armenia | 2-1  | 4-1  | –––– | 2-0  | 1-1  | 2-0  | 3-0 | 1-2 | 2-2 |
| Artsakh        | 1-1  | 0-0  | 1-3  | –––– | 1-1  | 2-0  | 2-1 | 0-3 | 3-2 |
| Banants        | 2-0  | 1-1  | 0-1  | 3-0  | –––– | 0-5  | 0-0 | 1-1 | 4-0 |
| Ganjasar       | 2-4  | 1-0  | 2-1  | 0-1  | 1-2  | –––– | 1-1 | 0-1 | 0-0 |
| Lori           | 3-2  | 2-2  | 0-1  | 2-0  | 1-3  | 0-0  |     | 2-2 | 2-2 |
| P'yownik       | 1-0  | 2-1  | 0-3  | 1-0  | 1-1  | 1-3  | 1-2 |     | 2-0 |
| Širak          | 1-1  | 3-0  | 0-1  | 0-0  | 0-0  | 0-0  | 0-0 | 0-2 |     |

## Statistiche

### Individuali

#### Classifica marcatori
| Gol |  |  | Giocatore          | Squadra        |
| --- |  |  | ------------------ | -------------- |
| 17  |  |  | Jonel Désiré       | Lori           |
| 15  |  |  | Anton Kobjalko     | Ararat-Armenia |
| 10  |  |  | Ivajlo Dimitrov    | Ararat-Armenia |
| 8   |  |  | Petros Avetisyan   | Ararat-Armenia |
| 8   |  |  | Erik Vardanyan     | P'yownik       |
| 8   |  |  | Gegham Harutyunyan | Ganjasar       |
| 7   |  |  | Mihran Manasyan    | Ganjasar       |
| 7   |  |  | Isah Aliyu         | Lori           |
| 6   |  |  | Sunday Ngbede      | Lori           |
| 6   |  |  | Uroš Nenadović     | Alaškert       |
| 6   |  |  | Mohamed Konaté     | P'yownik       |